# 许勤 (1928年)
许勤（1928年1月—2021年10月18日），男，辽宁绥中人，中华人民共和国政治人物，曾任江西省人大常委会主任，第五至八届全国人大代表，第八届全国人大常委会委员，中共第十二届中央候补委员，中共十四大代表。

## 生平
1948年8月参加革命工作，1949年9月加入中国共产党。历任中共抚州地委办公室秘书，中共临川县委宣传部部长、县委副书记、书记。1960年4月，任中共南城县委第一书记。1971年，入中共江西省委党校学习，后留任行政处处长、校党委委员。1972年9月，任中共抚州地委常委。1975年9月，任援塞内加尔农业技术组组长。1977年10月，任中共抚州地委书记兼地区革命委员会主任。1979年4月，任中共江西省委副秘书长兼省外事办公室主任。同年12月，任中共江西省委常委、江西省人民政府副省长兼秘书长。1982年12月至1985年6月，任中共江西省委书记（当时设有第一书记），1985年6月至1988年5月，任江西省委副书记。1988年2月至1993年2月，任江西省人大常委会主任。2003年出版回忆录《回顾与探索》。

## 著作
- 许勤. . 江西人民出版社. 2003. ISBN 7210027459.